# Semiothisa postvittata
Semiothisa postvittata är en fjärilsart som beskrevs av Walker 1862. Semiothisa postvittata ingår i släktet Semiothisa och familjen mätare. Inga underarter finns listade i Catalogue of Life.